# Ludlow (Maine)
Ludlow es un pueblo ubicado en el condado de Aroostook en el estado estadounidense de Maine. En el Censo de 2010 tenía una población de 404 habitantes y una densidad poblacional de 7,08 personas por km².

## Geografía
Ludlow se encuentra ubicado en las coordenadas 46°9′59″N 67°58′44″O / 46.16639, -67.97889. Según la Oficina del Censo de los Estados Unidos, Ludlow tiene una superficie total de 57.03 km², de la cual 57.01 km² corresponden a tierra firme y (0.05%) 0.03 km² es agua.

## Demografía
Según el censo de 2010, había 404 personas residiendo en Ludlow. La densidad de población era de 7,08 hab./km². De los 404 habitantes, Ludlow estaba compuesto por el 94.8% blancos, el 0.25% eran afroamericanos, el 4.21% eran amerindios, el 0.5% eran asiáticos, el 0% eran isleños del Pacífico, el 0% eran de otras razas y el 0.25% pertenecían a dos o más razas. Del total de la población el 0.25% eran hispanos o latinos de cualquier raza.

## Curiosidades
- El pueblo lleva el nombre del lugar donde se ubica el cementerio indio (coincidiendo en el estado de Maine) en la obra y las películas Pet Sematary y Pet Sematary Two, de Stephen King.